# Rômulo (ur. 1987)
Rômulo, właśc. Rômulo Souza Orestes Caldeira (ur. 22 maja 1987 w Pelotas) – włoski piłkarz brazylijskiego pochodzenia występujący na pozycji pomocnika we włoskim klubie Genoa CFC.
W trakcie swojej kariery reprezentował także barwy brazylijskich EC Juventude, Metropolitano, Chapecoense, Santo André, Cruzeiro EC i Athletico Paranaense oraz włoskiej Fiorentiny. Znalazł się w szerokiej kadrze reprezentacji Włoch na Mistrzostwa Świata 2014, ostatecznie jednak na turniej nie pojechał.